# Chappie
Chappie es una película de ciencia ficción ambientada en Johannesburgo en un futuro cercano. Dirigida por Neill Blomkamp y protagonizada por Sharlto Copley, Dev Patel, Watkin Tudor Jones, Yolandi Visser, Jose Pablo Cantillo, Hugh Jackman,  y Sigourney Weaver. La filmación comenzó a finales de octubre de 2013 en Johannesburgo, Sudáfrica y el rodaje se completó en febrero de 2014.

## Argumento

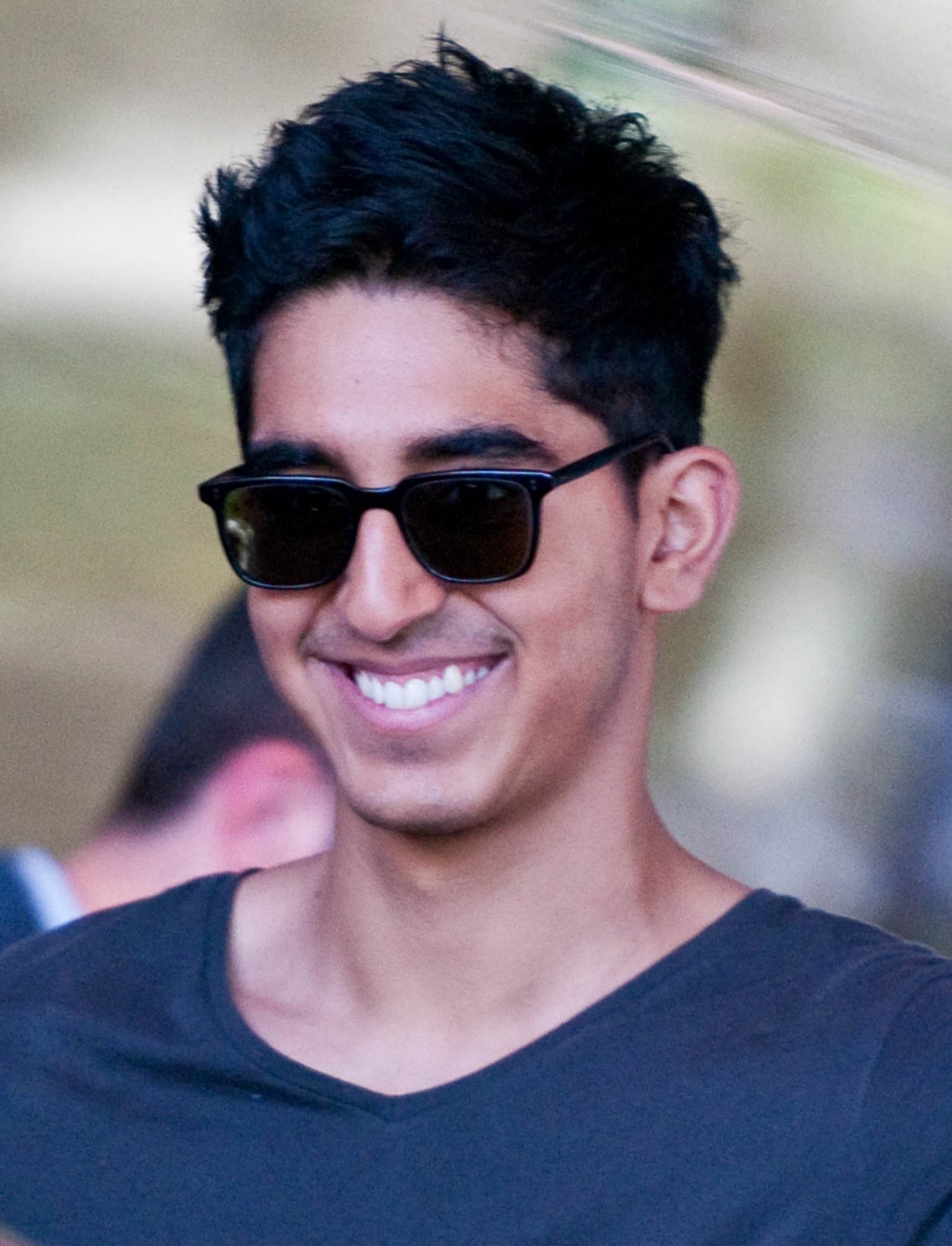
Dev Patel interpretó a Deon Wilson.

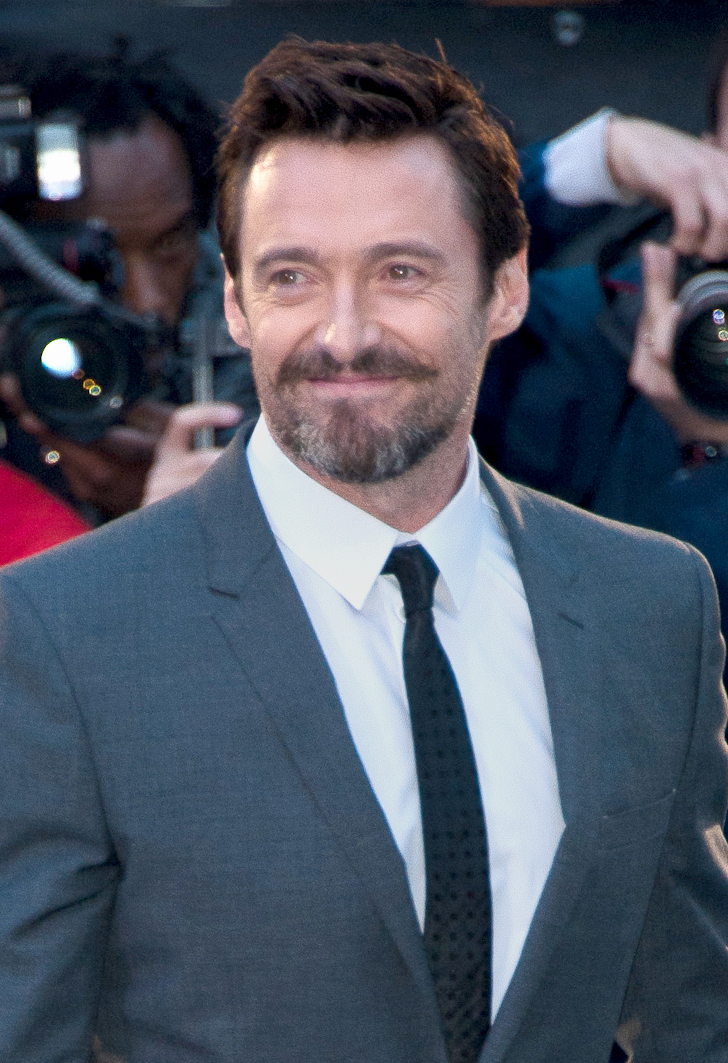
Hugh Jackman interpretó a Vincent.

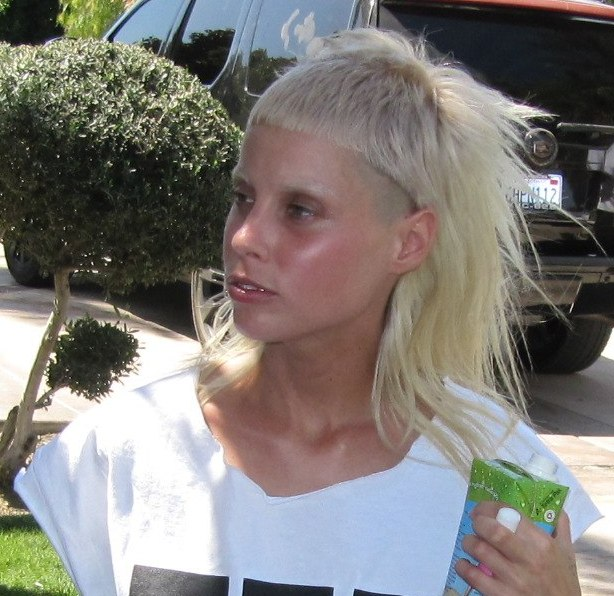
Yolandi Visser, cantante y actriz.

En un esfuerzo por reducir el alto índice de criminalidad en Johannesburgo, la policía de Sudáfrica decide comprar robots blindados al fabricante de armas Tetravaal, los cuales consiguen reducir con éxito la delincuencia. Su inventor, Deon Wilson (Dev Patel) crea en su casa un prototipo de inteligencia artificial, que imita la mente humana hasta el punto de sentir emociones y pensar por sí mismo. Sin embargo, la directora de Tetravaal, Michelle Bradley (Sigourney Weaver), le niega el permiso para probarlo en un robot policía. Deon roba un robot dañado antes de que sea destruido, llevándolo en su camioneta. En el camino es secuestrado por un grupo de pandilleros, Ninja (Watkin Tudor Jones), Yolandi (Yolandi Visser) y Amerika (José Pablo Cantillo), y obligado a reprogramar al robot policía con el propósito de emplearlo en su beneficio. Deon aprovecha en instalar su nuevo software en el robot dañado y se le da el nombre de «Chappie».
La pandilla de Ninja solo tiene unos días para pagar una deuda a Hippo, un poderoso gánster. Ninja entrena a Chappie en el uso de armas y Yolandi logra convencerlo para que se dedique a la delincuencia. De esta manera, la pandilla utiliza al robot para asaltar un camión de caudales. Vincent (Hugh Jackman), quien ha investigado a Chappie después de seguir a Deon al escondite, intentará también usarlo para sus propios fines.

## Producción
Chappie es el tercer largometraje de Neill Blomkamp como director, quien coescribió el guion junto con su esposa Terri Tatchell, la escritora de District 9.
El nombre de la compañía de armas Tetravaal, es una referencia al cortometraje de Blomkamp que llevó el mismo nombre, centrado en un robot policía en Johannesburgo con un diseño similar a Chappie. Blomkamp ha dicho que Chappie está básicamente basado en Tetra Vaal. Blomkamp también empleó un robot de diseño similar en su corto 2005 Tempbot.
Cabe destacar que los pandilleros que fungen de padres de Chappie (Yolandi y Ninja) son los miembros de la banda sudafricana Die Antwoord, quienes tienen los mismos alias y fueron pareja en la vida real.

## Estreno y recaudación
La película se estrenó en Nueva York el 4 de marzo de 2015 y se lanzó el 6 de marzo de 2015 en los Estados Unidos.
La película ganó $ 4 550 000 en su estreno en América del Norte, $ 5 270 000 el segundo día y 3 480 000 dólares en su tercer día, con un total de $ 13,3 millones de su primer fin de semana, y otros 13,7 millones en otros continentes. Se presentó en 3201 salas de cine y terminó en primer lugar en la taquilla.

## Reparto
- Sharlto Copley, como Chappie (a través de captura de movimiento y voz).
- Dev Patel, como Deon.
- Watkin Tudor Jones, como Ninja.
- Yolandi Visser, como Yolandi.
- Jose Pablo Cantillo, como Amerika.
- Brandon Auret, como Hippo.
- Sigourney Weaver,[14] como Michelle Bradley
- Hugh Jackman,[15] como Vincent.
- Johnny K. Selema como Pitbull.
- Anderson Cooper como él mismo.
- Maurice Carpede como el policía.
- Jason Cope como el mecánico.
- Kevin Otto como el entrevistador.
- Chris Shields como el periodista.
- Bill Marchant como el profesor.
- Robert Hobbs como el policía.
- Mark K. Xulu como un miembro de la banda.
- Sherldon Marema como un miembro de la banda.
- Shaheed Hajee como un miembro de la banda.
- James Hendricks como un miembro de la banda.
- Julian Brits como un miembro de la banda.
- David Davadoss como el conductor del Mercedes Benz.
- Anneli Muller como el conductor del BMW.
- Kendal Watt como el conductor del Nissan.
- Eugene Khumbanyiwa como King.
- Chan Marti como un reportero.
- Vuyelwa Booi como un reportero.
- Mike Blomkamp como un oficial de policía.
- Anthony Bishop como un oficial de policía.
- Paul Dobson como un robot policía.
- Max Poolman como el matón de Hippo.
- Alistair Prodgers como una mecánica.
- Wandile Molebatsi como el guardia del camión.
- Aaran Henn como un reportero.
- Thami Ngubeni como un reportero.
- James Bitonti como el propietario de la tienda de armas.
- Andea De Jager como un asistente.
- Hein De Vries como un soldado de las Fuerzas Especiales.
- Dan Hirst.
- Paul Hamshire.
- Graeme Duffy como Tech.
- Miranda Frigon como una psicóloga.
- Edwin Gagiano como un trabajador de oficina.
- Janus Prinsloo como un oficial de policía.
- Sean Owen Roberts como el hacker.
- Michael Adam Welsh como un miembro de la banda.